# 電気移動度
電気移動度（でんきいどうど、電気易動度とも。英: Electrical mobility）はある媒質中の荷電粒子（電子や陽子など）が電場に応答してどの程度動けるのかを表わす物理量である。電気移動度の差によるイオンの分離を行う機器は、媒体が気体のものはイオン易動度分光、液体のものは電気泳動と呼ばれる。

## 理論
気体もしくは液体中の荷電粒子が一様な電場に応答するとき、加速された粒子は次の式で与えられるドリフト速度に達したのち、等速運動をおこなう。 
{\displaystyle v_{\text{d}}=\mu E}
ここで、以下の変数を用いた。 
- {\displaystyle v_{\text{d}}}はドリフト速度(SI 単位: m/s)
- {\displaystyle E}は印加された電場の強度(V/m)
- {\displaystyle \mu }は電気移動度(m2/(V·s))

言い換えると、粒子の電気移動度は以下の式のとおりドリフト速度を電場強度で割った値として定義される。
{\displaystyle \mu ={\frac {v_{\text{d}}}{E}}}
例えば、25 °Cの水中でのナトリウムイオン (Na+
)の電気移動度は、 5.19×10−8 m2/V·sである。このことは、強度が1 V/mの電場中ではナトリウムイオンの平均ドリフト速度が5.19×10−8 m/sとなることを意味する。電気移動度の値は、溶液中のイオン伝導度の測定から求められる。
電気移動度は粒子の正味電荷に比例する。ロバート・ミリカンは、このことに基いて電荷の離散的な単位、すなわち素電荷の存在を示し、その大きさを測定した。
電気移動度は、イオンのストークス半径に反比例する。ストークス半径とは、イオンが移動する際に一緒に移動水分子などの溶媒分子も含めたイオンの有効半径のことをいう。この反比例則は、一定のドリフト速度sで移動する溶媒和イオンにはたらく電気力zqEと摩擦力Fdrag = fs = (6πηa)sとが釣り合っていることからの帰結である。ここでfは摩擦係数、ηは溶液の粘度である。同じ電荷を持つ異なるイオン(例:Li+
, Na+
, K+
)では、電気力は等しいため、ドリフト速度および移動度はストークス半径aに反比例する。アルカリ金属イオンの電気伝導度を実測すると、イオンの移動度はLi+
からCs+
に向かって増加し、ストークス半径はLi+
からCs+
に向かって減少する。これは、結晶中におけるイオン半径の序列とは逆であり、溶液中においては小さいイオン(Li+
)は大きいイオン(Cs+
)よりも溶媒和殻が大きいことを示している。

## 気相における電気移動度
気相における移動度は、主にプラズマ物理学において用いられるが、どんな種類の粒子に対しても以下のように定義される。
{\displaystyle \mu ={\frac {q}{m\nu _{\text{m}}}}}
ここで、以下の変数を用いた。
- {\displaystyle q}：粒子の電荷
- {\displaystyle \nu _{\text{m}}}：運動量移動衝突頻度
- {\displaystyle m}：粒子の質量

移動度と粒子の拡散係数Dとの間には、以下のアインシュタインの関係式が成り立つ。
{\displaystyle \mu ={\frac {q}{kT}}D}
ここで、以下の変数を用いた。
- {\displaystyle k}：ボルツマン定数
- {\displaystyle T}：気体温度
- {\displaystyle D}：拡散係数

平均自由行程を運動量移動の観点で定義すると、拡散係数は以下のようにかける。
{\displaystyle D={\frac {\pi }{8}}\lambda ^{2}\nu _{\text{m}}}
しかし、運動量移動平均自由行程も運動量移動衝突頻度も計算することがむずかしい。平均自由行程は他にも多様な定義がありうる。気相においては、{\displaystyle \lambda }はしばしば拡散平均自由行程として定義され、次のような単純な近似式が厳密に成り立つものとして定義される。
{\displaystyle D={\frac {1}{2}}\lambda v}
ここでvは以下のとおり気体分子の速さの二乗平均平方根である。
{\displaystyle v={\sqrt {\frac {3kT}{m}}}}
ここでmは拡散化学種の質量である。この拡散平均自由行程を用いれば、上の近似式は厳密に成り立つ。

## 応用
電気移動度は電気集塵の作動原理の基礎である。電気集塵は産業規模における排気ガスから粒子を除去する際に用いられる技術である。強電場下における放電により粒子に電荷があたえられ、粒子に電気移動度が付与されることで集塵電極間の電場により粒子が駆動され、除去される。
ある狭い範囲の電気移動度を持つ粒子のみを選択するも装置や、ある値よりも大きな電気移動度をもつ粒子のみを選ぶものも存在する 。前者は一般に微分型電気移動度測定装置と呼ばれる。選択される移動度は電荷が均一な球状粒子においてはしばしば半径と同一視されるため、粒子が球状であるかどうかに関わらず「電気移動度半径」という特徴量で粒子を記述することがある。
選択された移動度をもつ粒子を凝縮粒子計数器のような検知器に導入することで、ある移動度をもつ粒子の数濃度を測定することができる。時間的に移動度を変化させることにより、移動度ごとの濃度データを得ることができ、走査形移動度粒径分析装置はこの技術を用いている。